# Pakistan na Letnich Igrzyskach Olimpijskich 2024
Pakistan na Letnich Igrzyskach Olimpijskich 2024 – występ kadry sportowców reprezentujących Pakistan na igrzyskach olimpijskich, które odbędą się w Paryżu we Francji, w dniach 26 lipca – 11 sierpnia 2024.
Reprezentacja Pakistan  liczy siedmiu zawodników – trzy kobiety i czterech mężczyzn, którzy wystąpili w 3 dyscyplinach.
Będzie to dziewiętnasty start Pakistanu na letnich igrzyskach olimpijskich.

## Zdobyte medale
Pakistańczycy zdobyli jeden medal – złoto oszczepnika Arshada Nadeema. Był to pierwszy w historii złoty medal olimpijski dla indywidualnego reprezentanta Pakistanu i pierwszy medal dla pakistańskiego lekkoatlety. Był to drugi najlepszy wynik w dotychczasowej historii startów tego państwa na letnich igrzyskach olimpijskich i najlepszy występ od igrzysk w Los Angeles 1984, gdy Pakistańczycy poprzedni raz zdobyli złoto olimpijskie.
| Data       | Medal | Zawodnik      | Dyscyplina    | Konkurencja             |
| ---------- | ----- | ------------- | ------------- | ----------------------- |
| 8 sierpnia | Złoto | Arshad Nadeem | Lekkoatletyka | rzut oszczepem mężczyzn |

## Reprezentanci

### Lekkoatletyka

#### Konkurencje biegowe
| Zawodnik   | Konkurencja | Eliminacje | Eliminacje | Runda I | Runda I | Półfinał | Półfinał | Finał | Finał   | Źródło |
| Zawodnik   | Konkurencja | Wynik      | Miejsce    | Wynik   | Miejsce | Wynik    | Miejsce  | Wynik | Miejsce | Źródło |
| ---------- | ----------- | ---------- | ---------- | ------- | ------- | -------- | -------- | ----- | ------- | ------ |
| Faiqa Riaz | 100 m (k)   | 12,49 ·    | 6.         | NQ      | NQ      | NQ       | NQ       | NQ    | NQ      |        |

#### Konkurencje techniczne
| Zawodnik      | Konkurencja        | Kwalifikacje | Kwalifikacje | Finał | Finał      | Źródło |
| Zawodnik      | Konkurencja        | Wynik        | Miejsce      | Wynik | Miejsce    | Źródło |
| ------------- | ------------------ | ------------ | ------------ | ----- | ---------- | ------ |
| Arshad Nadeem | Rzut oszczepem (m) | 86.59        | 4.           | 92.97 | złoto · OR | [ 1 ]  |

### Pływanie
| Zawodnik               | Konkurencja            | Eliminacje | Eliminacje | Półfinał | Półfinał | Finał | Finał | Źródło |
| Zawodnik               | Konkurencja            | Czas       | Poz.       | Czas     | Poz.     | Czas  | Poz.  | Źródło |
| ---------------------- | ---------------------- | ---------- | ---------- | -------- | -------- | ----- | ----- | ------ |
| Muhammad Ahmed Durrani | 200 m st. dowolnym (m) | 1:58,67    | 25.        | NQ       | NQ       | NQ    | NQ    | [ 2 ]  |
| Jehanara Nabi          | 100m st. dowolnym (k)  | 2:10,69    | 26.        | NQ       | NQ       | NQ    | NQ    | [ 3 ]  |

### Strzelectwo
| Zawodnik                     | Konkurencja                        | Kwalifikacje | Kwalifikacje | Finał | Finał   | Źródło |
| Zawodnik                     | Konkurencja                        | Wynik        | Pozycja      | Wynik | Pozycja | Źródło |
| ---------------------------- | ---------------------------------- | ------------ | ------------ | ----- | ------- | ------ |
| Gulfam Joseph                | Karabin pneumatyczny, 10 m (m)     |              |              |       |         |        |
| Ghulam Mustafa Bashir        | pistolet szybkostrzelny, 25 m (m)  |              |              |       |         |        |
| Kishmala Talat               | Pistolet pneumatyczny, 10 m (k)    |              |              |       |         |        |
| Kishmala Talat               | Pistolet sportowy, 25 m (k)        |              |              |       |         |        |
| Gulfam Joseph Kishmala Talat | Karabin pneumatyczny, 10 m (mikst) |              |              |       |         |        |